# Micky
Miguel Ángel Carreño Schmelter (Madrid, 20 de octubre de 1943), más conocido como Micky, es un popular cantante español.

## Biografía
Debido a la profesión de su padre, que era diplomático, residió en diversos países, como el Líbano y Jordania, lo que le proporcionó un contacto muy directo con el rock and roll, género casi desconocido en España a finales de los cincuenta.
En la década de 1960 formó parte de Micky y Los Tonys, que fue una de las bandas pioneras de la música española, y con ella publicó unos 30 singles y 5 LP. Tras cosechar un gran éxito con el grupo, emprende su carrera en solitario en 1970. Pronto comenzaría a destacar por singles como El chico de la armónica. Consiguió un notable éxito en Alemania y Holanda con Bye, bye, Fräulein.
En 1977 representa a España en el Festival de la Canción de Eurovisión con el tema Enséñame a cantar en Wembley, donde obtuvo el noveno puesto, siendo un éxito personal para el cantante.
En la década de 1990 participó en la gira Mágicos 60, en la que tomaron parte algunas de las "viejas glorias" de la canción española como Tony Ronald. Además colabora intensamente con el grupo madrileño Desperados, del cual su mujer era mánager. Fernando Martín le compuso algunos temas y los Desperados, pero sobre todo su guitarrista Guille Martín tocaron como parte de su banda en multitud de ocasiones. Micky devolvió el favor a los hermanos Martín participando en su disco Neverly Brothers.  
En 2001 ofreció otra gira, Momentos de Rock&Roll, junto a Carlos Segarra. Micky se ganó el apodo de "hombre de goma" por sus movimientos y coreografías sobre el escenario, con las que conseguía animar al público, ya con la banda Micky y los Tonys. En 2003 participó en el concurso de Telecinco Vivo cantando en el que competían varios cantantes de su época. En 2010 regresa con el disco "La cuenta atrás", grabado junto a Jorge Explosión de Doctor Explosión.
El 30 de abril de 2013 recibió una medalla de plata en la gala de Showstars 2013 como homenaje a su trayectoria y como una leyenda de la música en España. Gracias a dicha empresa el día 13 de diciembre de 2013 ha recibido un homenaje a su trayectoria musical, siendo miembro de jurado en uno de los certámenes de belleza más importante del mundo y cantando en Alemania como lo hizo en los años 70.
En 2018 edita "Desmontando a Micky", un nuevo LP con canciones nuevas.
En 2021 publica "Micky y los Colosos del Ritmo" con su nueva banda, volviendo al sonido de sus orígenes.

## Discografía

### Con Los Tonys

#### Discos
- 1965 LP B.S.O. Megatón yé-yé
- 1976 Micky y Los Tonys
- 1977 Micky y los Tonys II
- 1982 Las favoritas
- 1984 Historia de la Música Pop española Vol. 6

#### Recopilaciones
- Lo mejor
- Micky y los Tonys
- Micky y los Tonys Vol. 2
- Micky y los Tonys (1963-1967) 2 CD

#### Singles
30 singles aproximadamente

### En solitario

#### Discos
- 1974 LP Soy así
- 1974 LP Micky a tope
- 1975 LP Mickymorfosis
- 1978 LP Micky
- 1980 LP Mi regreso
- 1989 LP Octubre
- 2010 LP La cuenta atrás (Munster Records)
- 2018 LP Desmontando a Micky
- 2021 EP Micky y los Colosos del Ritmo (Family Spree Recordings)

#### Recopilaciones
- Micky, Mágicos éxitos
- Micky 1970-1974
- Micky Vol. 2
- Micky Vol. 3
- Micky Vol. 4
- Micky (1971-1975) 2 CD

#### Singles
- 1970 Publicidad S.A./Y de golpe zas
- 1971 Mary Mary María
- 1971 Dónde está el amor
- 1971 Mary Mary Mary (inglés)
- 1971 El chico de la armónica/Sígueme (Follow me)
  - The mouth organ boy/Follow me
- 1972 Adiós tristezas/Kisses
  - Goodbye Sadness/Kisses
- 1972 Jerusallén/Me oh my
- 1973 Viva el rock and roll/Shiny pretty blue eyes
- 1974 La balada del murguitrón
- 1974 Here's the way(The kazoo song
- 1974 La leña/Quién es Lucy
- 1975 Primitive love/Relax now baby
- 1975 Bye bye Fraeulein/Bruja por amor
- 1975 Bye bye Fraeulein (Alemán)/Primitive love
- 1977 Enséñame a cantar/Profundamente
  - Aprends-moi à chanter/Profundamente
  - Ich singe La La La/Profundamente
- 1977 Suena el piano/Es bonito estar de vuelta
- 1978 En el rollo está la solución/El bajo rock me perturba
- 1983 Noticias 2002/Besos de tornillo/Radical/Angel
- 1985 Tiempo/Te descubro/El peso de tu amor
- 1989 Una vez más, acción
- 1989 Multiplicarse/El mono gris de Birmania
- 2004 Bésame mucho/Ansiedad
- 2010 Harto/Gloria (Munster Records)